# Конски окръг
Конски окръг (на полски: Powiat konecki) е окръг в Югоизточна Полша, Швентокшиско войводство. Заема площ от 1139,72 км2. Административен център е град Конске.

## География
Окръгът се намира в историческия регион Малополша. Разположен е в северозападната част на войводството.

## Население
Населението на окръга възлиза на 84 257 души (2012 г.). Гъстотата е 74 души/км2.

## Административно деление
Администартивно окръга е разделен на 8 общини.
Градско-селски общини:
- Община Конске
- Община Стомпорков

Селски общини:
- Община Фалков
- Община Говарчов
- Община Радошице
- Община Руда Маленецка
- Община Слупя
- Община Смиков

## Фотогалерия
- Конске
- Стомпорков